# Cilli Pigor
Cilli Pigor (Cäcilia Pigor, geb. Herbert) Herberts Cill (* 4. April 1936 in  Leutershausen) ist eine Mundartdichterin und Theaterautorin in Unterfränkisch-Rhöner Mundart.

## Leben
Cilli Pigor ist die Tochter von Adolf Herbert (1899–1964) und Rosa Herbert (1909–1994), die im unterfränkischen Leutershausen bei Bad Neustadt einen landwirtschaftlichen Betrieb führten. Als viertes von sieben Kindern wuchs sie in Leutershausen auf und spielte in der örtlichen Laientheatergruppe mit. Cilli Pigor arbeitete als örtliche Postzustellerin und besuchte zwei Jahre lang das Mädchen-Internat der englischen Fräulein in Bad Kissingen.
Im Jahre 1955 heiratete sie den Tierarzt Dr. Erich Pigor und zog mit ihm 1957 nach Unsleben. Aus der Ehe gingen drei Kinder hervor, Thomas Pigor (* 1956), Gertrud Pigor (* 1958) und Eva Pigor (* 1960).

## Mundartdichterin
1986 schrieb sie ihr erstes Stück in Rhöner Mundart Wies wor in die Fuchzicher Johr, ein jahreszeitlicher szenischer Bilderbogen mit Motiven aus dem Landleben der Fünfziger Jahre. Es folgte die Fortsetzung Zaloot und Klöesbröckelich (1988) und die Märchenparodie s’Dornrösle (1991), die alle von der Theatergruppe des Leutershäuser Frauenbunds uraufgeführt wurden. Es folgten zahlreiche Nachinszenierungen von anderen Theatergruppen in fränkischer Mundart.
Ihre Gedichte, Sketche und humoristischen Liedtexte wurden auf zahlreichen Abendveranstaltungen vorgetragen, auf denen sie mitunter auch selbst auftrat und Abende in Mundart moderierte.
Cilli Pigor war jahrelang in der Arbeitsgemeinschaft Mundart-Theater Franken aktiv. Sie gilt als Wegbereiterin für die Wiederentdeckung der Rhöner Mundart. Bis in die Achtziger Jahre wurden in den Rhöner Amateurtheatergruppen weitgehend Stücke im oberbayerischen Dialekt gespielt. Wenn heute die Rhöner Mundart auf den Bühnen, aber auch bei der Fastnacht oder im Gesang wieder präsent ist, so ist das auch ihr Verdienst.
Von 1991 bis 2000 war sie Kreisheimatpflegerin des Landkreises Rhön-Grabfeld. Sie beschäftigte sich schwerpunktmäßig mit Brauchtum und Mundartforschung und verfertigte Tonbandaufzeichnungen von Dialektsprechern.
Ab 1986 schrieb sie unter dem Titel Bos määnt denn ihr dozu …? eine wöchentliche Kolumne in der Rhön- und Saalepost. Diese Kolumne fand später in der Main-Post unter dem Titel Do hömmersch ihre Fortsetzung. Dabei kommentierte sie als augenzwinkerndes Rhönschaf aktuelle Ereignisse aus Gesellschaft und Politik und nahm Erinnerungen an das bäuerliche Leben, die langjährige Mitarbeit in der Tierarztpraxis ihres Mannes oder den täglichen Umgang mit Menschen zum Thema.
Die Sammlung der Kolumnen Do hömmersch erschien 2004 als Buch, denen ein weiterer Band und eine CD-Veröffentlichung (2006) folgte.
Für die Jahre 1995–2002 gab sie den Kolenner und wos für änner heraus, ein Jahreskalender in dem jeder Tag mit einem Dialektwort und jeder Sonntag mit einem Spruch gekennzeichnet war. Die Kalender wurden regional in Buchhandlungen und auf Weihnachtsmärkten vertrieben.
Ihre Biographie fasst sie selbst in einem Gedicht zusammen:
Sechsedreißig vierter April
Bin ich geborn als Herberts Cill
Cäcilia hom se mich getäfft
Als vierts Kind nei die Kerich gschläfft
Borwes und mit Sommersprosse
Sen mir zu siebt frohe aufgewosse
Ich dicht kä Lyrik schreib kä Prosa
Ich bin die Tochter vo die Rosa
Wenn mir wos eifällt schmier ichs hie
Dos is mei ganz Biographie

## Ehrungen
- 2005: Frankenwürfel
- 2018: Dialektpreis Bayern

## Werke
- Do hömmersch (Querfeldei) (2004) (Buch) (Eigen-Verlag)
- Do hömmersch (Querfeldei) Nummer zwei (2006) (Buch) (Eigen-Verlag)
- Do hömmersch (Querfeldei) (2006) (CD) (Querfeldei)
- Kolenner – und wos für enner (1995–2002)